# Фабричные Выселки
Фабричные Выселки — посёлок в Новоспасском районе Ульяновской области России, административный центр Фабричновыселковского сельского поселения.

## География
Находится на реке Томышевка на расстоянии примерно 12 километров по прямой на северо-восток от районного центра посёлка Новоспасское.

## История
Посёлок появился в начале XIX века, как усадьба Воейковых. Её первым владельцем был Иван Фёдорович Воейков. Изувеченный на войне с Наполеоном, потеряв подмосковную усадьбу, разрушенную во время французского нашествия, он перебрался в другое вотчинное имение при селе Самайкино Симбирской губернии, где обустроил своё новое жильё. На высоком холме вскоре вырос просторный деревянный дом с колоннами. У подножья холма, где стояла усадьба, протекала мелководная, но быстрая речка Томышевка. По распоряжению Ивана Фёдоровича крепостные вырыли на реке глубокий пруд, поставили мукомольную мельницу, кирпичный, черепичный и сахарный заводики. В 1820-е годы рядом с прудом Воейков устроил одну из первых в здешних местах суконную фабрику, переведя на неё мастеров из подмосковного имения Аннино.
В 1913 году был 121 двор, 368 жителей, суконная фабрика Т. Ачкурина.
В 1990-е годы работала Новоспасская обойная фабрика.

## Население
Население составляло 682 человек (русские 95%) в 2002 году, 555 по переписи 2010 года.

## Инфраструктура
Школа, больница, детский сад, клуб, отделение связи.